# Tomás Garrido Canabal

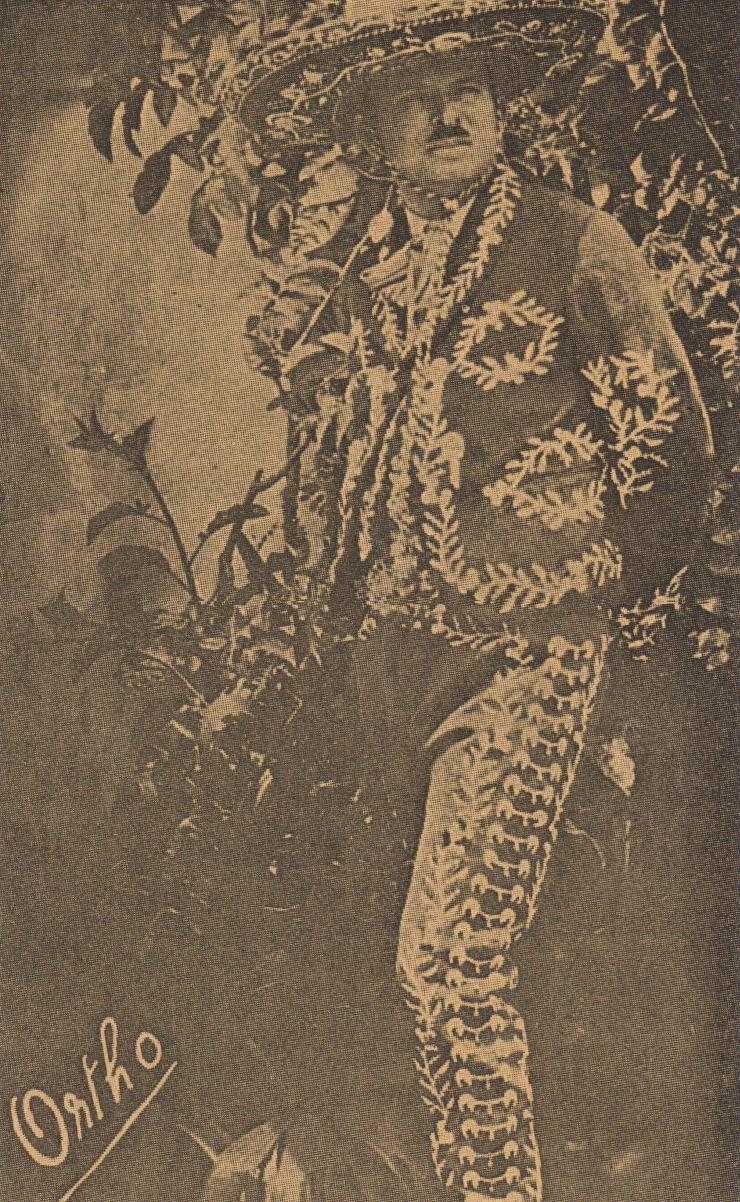
Tomás Garrido Canabal

Tomás Garrido Canabal (Playas de Catazajá, 20 september 1891 - Los Angeles, 8 april 1943) was een Mexicaanse politicus, caudillo, en gouverneur van de deelstaat Tabasco, die bekendstond om zijn gewelddadige antiklerikale politiek.
Garrido Canabal werd geboren in de haciënda Catazajá in het uiterste noorden van Chiapas. Hij studeerde rechten in Campeche en raakte tijdens de Mexicaanse Revolutie betrokken in de lokale politiek. Vanaf 1915 vervulde hij een aantal juridische en politieke functies in de Mexicaanse deelstaat Tabasco. In 1920 stelde hij zich kandidaat voor het gouverneurschap van die staat. In die verkiezing nam hij het op tegen een neef met wie hij al jaren ruzie had. Garrido wist de verkiezing te winnen.
Tijdens zijn gouverneurschap toonde hij zich een actief voorstander van antiklerikale wetgeving. Zo verplichtte hij alle priesters in Tabasco te trouwen, terwijl katholieke priesters gehouden zijn aan het celibaat. Verder verordende hij dat er nog maar één priester per honderdduizend inwoners mocht zijn. Hij plunderde kerken of liet ze sluiten, verwijderde religieuze afbeeldingen waaronder kruizen op grafstenen. Op zijn boerderij noemde hij een stier God, een ezel Jezus, een koe Maagd van Guadalupe en een os paus. Zijn kinderen noemde hij Lenin en Lucifer en op zijn visitekaartjes noemde hij zichzelf 'de persoonlijke vijand van God'. Hij stond erop dat zijn ondergeschikten hem groetten met "God bestaat niet", waarop hij steevast antwoordde "en dat heeft hij nooit gedaan". Ook vaardigde hij een verbod uit op alcohol, dat hij als vijand gelijkstelde aan religie.
Zijn eerste termijn eindigde in 1924, toen hij verdreven werd door de aanhangers van Adolfo de la Huerta, die in opstand was gekomen tegen president Álvaro Obregón. Dat jaar werd Obregón opgevolgd door de radicale Plutarco Elías Calles, waarvan Garrido een groot aanhanger was. Hij steunde Calles' antiklerikale wetgeving en diens strijd tegen de cristero's, de katholieke rebellen die in opstand waren gekomen. Door de grondwetswijziging die herverkiezing mogelijk maakte, bedoeld om Obregón in 1928 weer tot president gekozen te laten worden, wist hij in 1931 voor een tweede keer tot gouverneur gekozen te worden. Dat jaar richtte hij de 'roodhemden' op, een paramilitaire organisatie die katholieken terroriseerde. Ook richtte hij de Radicale Socialistische Partij van Tabasco (PRST) op.
Hij wilde met al zijn antiklerikale activiteiten een atheïstische en rationele 'nieuwe mens' creëren. Dit probeerde hij ook te bereiken door kinderen op school een 'rationalistische' opvoeding mee te geven. Hoewel zijn extreme antiklerikalisme niet erg populair was werd hij toch gewaardeerd wegens de stimulans die hij gaf aan de economie van Tabasco. Hij maakte van Tabasco een belangrijke exporteur van bananen; Tabasco kon onder zijn regering wedijveren met Honduras, de 'bananenrepubliek' bij uitstek. In 1934 werd in Tabasco, als een van de eerste staten in Mexico, het vrouwenkiesrecht ingevoerd.
In 1934 werd Garrido benoemd tot minister van landbouw. Nadat Calles echter een jaar later uit de gratie was gevallen bij president Lázaro Cárdenas ontsloeg deze Garrido van zijn ambt en zette hem het land uit. Garrido vluchtte naar Costa Rica. Kort daarna werden de roodhemden ontbonden. Op latere leeftijd kon Garrido weer terugkeren naar Mexico.
De meningen over Tomás Garrido Canabal zijn sterk verdeeld. Volgens sommigen was hij een vooruitstrevend heerser die Tabasco zowel in sociaal als economisch opzicht de moderne tijd inleidde. Anderen noemen hem een machtswellustige dictator en vergelijken hem met de totalitaire leiders uit de jaren 30. De luitenant uit Graham Greene's roman The Power and the Glory is gebaseerd op Garrido Canabal. Deze luitenant is de tegenstander van een "whiskeypriester", een motief dat ook vaak voorkwam in Garrido's anti-katholieke propaganda.

## Uitspraak
- "Verwerp de religies die je roem in de hemel bieden in ruil voor slavernij op aarde. Leef op je voeten, als een mens tussen de mensen."

- Bibliothèque nationale de France: cb12333599k (data)
- International Standard Name Identifier: 0000 0000 2036 6617
- Library of Congress Control Number: n80106914
- Nationale Bibliotheek van Israël: 987007422149905171
- SNAC: w6t47026
- Système universitaire de documentation: 098493051
- Virtual International Authority File: 11150717
- WorldCat: E39PBJvt8tjMhybJT9Xpbkwpyd